# Gorgasia barnesi
Gorgasia barnesi és una espècie de peix pertanyent a la família dels còngrids.

## Descripció
- Pot arribar a fer 121 cm de llargària màxima.[2][3]

## Hàbitat
És un peix marí, demersal i de clima tropical que viu entre 6-7 m de fondària.

## Distribució geogràfica
Es troba al Pacífic occidental: les illes Filipines, Indonèsia, Salomó, Vanuatu i Papua Nova Guinea.

## Observacions
És inofensiu per als humans.